# Onthophagus negligens
Onthophagus negligens är en skalbaggsart som beskrevs av Walker 1858. Onthophagus negligens ingår i släktet Onthophagus och familjen bladhorningar. Inga underarter finns listade i Catalogue of Life.